# 脱罗干
脱罗干（羅馬化：Tölögen），是15世纪東部蒙古的满官嗔-土默特部首领。明朝史书記为脱罗罕、脱罗干，或阿剌忽知院（Aqalaqu ǰiün，即第一知院、首知院）。在蒙古编年史之一的《黄金史綱》中，也被称为赛音·脱罗干（Sayin Tölögen）。

## 生平
满官嗔-土默特部的前身是明朝初年所册封的卜剌罕卫。据《黄金史綱》记载，脱罗干的父亲是「圖布新」（Tübšin），此人被认为即永乐二年（1404年）出现在明朝史书中的“土不申”。当时，卜剌罕卫隶属于相邻的兀良哈三卫，土不申也被任命为三卫之一福余卫的都指挥佥事。卜剌罕卫和兀良哈三卫在东方与女真的兀者接邻，并将其置于麾下，称之为“兀者惕”。土不申家族是率领兀者惕的首领，因此土不申的子孙率领的集团被称为满官嗔（蒙古贞，意思是类似蒙古人的人们）”。
在15世纪中期，卜剌罕卫（满官嗔）被成吉思汗弟弟哈赤温的后裔统治的游牧集团察罕万户控制。卜剌罕卫历代都以嫩江为游牧地，但在也先统一蒙古以及其短暂即位和去世的混乱中，与兀良哈三卫一起南迁。当时察罕万户的首领是哈赤温的后裔多郭朗台吉（瘸太子），他率领的游牧集团在蒙古语中被称为“多伦-土蛮（七万户）”，后来逐渐被称为“多伦-土默特（土默特是土蛮的复数形式）”，简称“土默特”。土不申的儿子脱罗干是多郭朗台吉的心腹部下，也是率领满官嗔集团的首领。
多郭朗台吉在也先死后的混乱中势力迅速扩张，1465年他与喀喇沁部的孛来一起弑杀了大汗马可古儿吉思，之后又与瓦剌的阿失帖木儿联合，与毛里孩对立。在此期间，脱罗干也与多郭朗台吉行动一致，成化六年（1470年），他与多郭朗台吉联名向明朝朝贡。
1470年代，癿加思蘭迁徙到鄂尔多斯地区，与孛罗忽、满都鲁结盟。被癿加思蘭拥立为汗的满都鲁着手对长期分裂的蒙古进行重新统一。满都鲁汗以“为马可古儿吉思汗报仇”为由攻打多郭朗台吉，并将其杀害。此时，满都鲁汗将脱罗干纳入己方，蒙古编年史记载满都鲁汗将自己的女儿嫁给了脱罗干的儿子火筛，明朝则记载卜剌罕卫因与满都鲁“和亲”而停止了与明朝的交往。
此后，脱罗干成为满都鲁汗的心腹部下，明朝将其表述为 “满都鲁部下大头目脱罗干”。满都鲁汗与癿加思兰对立时，脱罗干与癿加思兰的族弟亦思馬勒合作，杀害了癿加思兰。此外，《黄金史綱》还讲述了这样一个轶事：“有一次，脱罗干向癿加思兰索要煮肉的汤，癿加思兰便端出了煮沸的汤。不知情的脱罗干喝了一口，被汤的热度吓了一跳，但因觉得吐出来丢脸，就把汤喝光了，结果嘴里的皮都被烫破了。脱罗干对此怀恨在心，发誓总有一天要报仇，后来他亲手杀害了癿加思兰”。
成化十六年（1480年）前后，脱罗干与亦思馬勒一起拥立了巴图蒙克，取代去世的满都鲁汗，即达延汗。达延汗年幼时，脱罗干与亦思馬勒将达延汗作为傀儡，势力不断扩大，還征服了兀良哈三卫。
弘治元年（1488年），达延汗向明朝派遣使者时，知院脱罗干在达延汗的部下中位居第四。脱罗干在达延汗统治中期去世，满官嗔-土默特部首领的地位由他的儿子火筛继承。然而，火筛因违抗达延汗而遭到讨伐，此后满官嗔-土默特部由巴尔斯博罗特及其儿子俺答汗的家族统治。